# Willem Schuth
Willem Schuth (ur. 14 czerwca 1954 w Assen) – holenderski polityk, niemiecki deputowany do Parlamentu Europejskiego w latach 2004–2009.

## Życiorys
Odbył służbę wojskową, następnie pracował w holenderskim Ministerstwie Obrony. Był urzędnikiem na terenie Niemiec. Zaangażowany w działalność liberalnej holenderskiej Partii Ludowej na rzecz Wolności i Demokracji. W 1996 wstąpił do niemieckiej Wolnej Partii Demokratycznej.
W wyborach w 2004 uzyskał mandat posła do Parlamentu Europejskiego. Zasiadał w grupie Porozumienia Liberałów i Demokratów na rzecz Europy oraz w Komisji Rolnictwa i Rozwoju Wsi.